# Francesco Storace
Francesco Storace (Cassino, 25 gennaio 1959) è un politico e giornalista italiano.
È stato presidente della Regione Lazio dal 15 maggio 2000 al 2 maggio 2005, Ministro della Salute nel terzo governo Berlusconi, deputato per la XII e la XIII legislature di cui è stato presidente della commissione parlamentare di vigilanza Rai dal 17 settembre 1996 al 29 maggio 2000, e infine senatore nella XV legislatura.

## Biografia

### Gli inizi
Nato il 25 gennaio 1959 a Cassino, in provincia di Frosinone, da madre cassinate e da padre abruzzese, originario di Sulmona (AQ).
Già da giovane inizia a intraprendere l'attività politica militando nella sezione di piazza Tuscolo del Movimento Sociale Italiano a Roma, impegnandosi nel sociale e avvicinandosi presto al mondo del giornalismo.

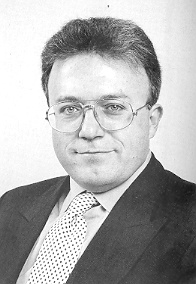
Storace eletto alla camera nel 1994

Dal 1986 è iscritto come giornalista professionista all'Ordine dei Giornalisti del Lazio. Svolge la parte più significativa del suo lavoro di giornalista presso il quotidiano Secolo d'Italia, in cui percorre tutti i gradini, fino ad arrivare all'incarico di capo dei servizi parlamentari. Successivamente assume l'incarico di capoufficio stampa del Movimento Sociale Italiano e poi di Alleanza Nazionale.

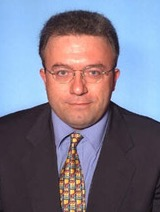
Storace rieletto deputato nel 1996

Viene eletto deputato per la prima volta alle elezioni politiche del 1994, nel collegio n. 21 della Circoscrizione Lazio, e viene riconfermato nello stesso collegio e circoscrizione nelle politiche del 1996. Ha fatto parte della Commissione parlamentare Antimafia e della commissione Cultura. Dal 17 settembre 1996 al 29 maggio 2000 (anno in cui fu eletto presidente del Lazio) fu presidente della Commissione bicamerale di vigilanza sulla RAI e sui servizi radiotelevisivi, carica durante la quale venne soprannominato da alcuni giornalisti "Epurator".

### Presidente della Regione Lazio

#### Da Montecitorio al Palazzo della Regione
Alle elezioni regionali del 2000 si candida alla presidenza della Regione Lazio, sostenuto dalla coalizione di centro-destra la Casa delle Libertà, venendo eletto, ottenendo il 51,29% di voti contro il 45,97% del suo principale avversario, nonché presidente uscente Piero Badaloni, appoggiato dalla coalizione di centro-sinistra L'Ulivo.
Gli anni della sua presidenza furono caratterizzati da una stretta collaborazione con la Chiesa cattolica romana, promulgando ad esempio, una legge sugli oratori cattolici al fine di esaltarne la funzione educativa e sociale.
L'impegno a lavorare col mondo cattolico fu ribadito da lui stesso nella stesura del nuovo Statuto regionale del Lazio, in cui riconosceva come fulcro della società la famiglia fondata sul matrimonio; emendamento allora fortemente voluto da Olimpia Tarzia, consigliera regionale molto nota all'interno dell'ambiente cattolico romano.

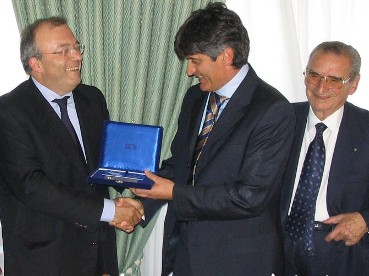
Storace, all'epoca presidente della Regione Lazio, premia Daniele Arrigoni e Benito Stirpe (2004)

#### Sanità e Sussidi
Tra gli altri provvedimenti della sua giunta regionale vi fu l'apertura dell'ospedale Sant'Andrea e di altri centri di cura; il riavvio della sperimentazione del metodo Di Bella contro i tumori, per quanto il Consiglio superiore di sanità esprimerà un parere negativo, introdusse un rimborso dei farmaci per i pazienti meno abbienti; Promuovendo aiuti internazionali a medici e ospedali del terzo mondo, al fine di globalizzare la sanità per offrire livelli di eccellenza nelle zone più povere del pianeta (anche tramite vie telematiche), e per dare una risposta al fenomeno sociale dell'immigrazione. La sua gestione della sanità nel Lazio ricevette gli elogi di Giulio Andreotti e di alcuni esponenti della curia vaticana.
Storace stanziò degli sussidi per le famiglie regolarmente sposate in Chiesa o in Comune; questo atto suscitò delle critiche in cui con questo provvedimento volesse penalizzare le coppie di fatto, critiche a cui replicò di essere infondate, affermando che la sua legge serviva a contrastare la povertà e di aver stanziato fondi anche per le ragazze madri, ribadendo comunque di avere come obiettivo principale quello di aiutare i giovani a sposarsi.

#### Giorno del ricordo
Nel 2003 fa deliberare l'istituzione del giorno del ricordo, per commemorare le vittime italiane delle foibe jugoslave, e «superare vecchie divisioni e rancori nel ricordo di una delle persecuzioni più feroci compiute contro gli italiani»; insieme ad essa fu inserita la giornata di celebrazione per la proclamazione della Repubblica Romana del 1849, per «radicare nel Risorgimento quel complesso di valori e di principi universali che saranno poi trasfusi in tutte le costituzioni liberali».

#### Corsa al secondo mandato
Alle elezioni regionali nel Lazio del 3 e 4 aprile 2005 si candida per un secondo mandato alla presidenza della regione; ottiene il 47,37% dei voti e viene sconfitto dal giornalista Piero Marrazzo, suo principale avversario, sostenuto dalla coalizione di centro-sinistra L'Unione, che ottiene il 50,69%.

### Ministro della Sanità
Poco dopo aver perso le regionali, diventa ministro della salute nel terzo governo Berlusconi. In qualità di ministro aumentò di 100 milioni i fondi per la ricerca sanitaria, guadagnandosi gli apprezzamenti dell'oncologo Umberto Veronesi. Tra gli altri provvedimenti, Storace fece sospendere la sperimentazione della pillola abortiva, chiedendo il rispetto rigoroso delle procedure e delle indicazioni del Consiglio superiore di sanità. La sua ordinanza suscitò reazioni critiche da parte del mondo di centro-sinistra, mentre incontrò giudizi favorevoli presso il mondo cattolico.
Alle politiche del 2006 si candida per la coalizione della Casa delle Libertà e viene eletto senatore nella circoscrizione Lazio.

### La Destra

#### Abbandono di AN
Nel luglio 2007, a causa dei contrasti con il leader del partito Gianfranco Fini, lascia AN. Infatti da parte sua venne fatta la dichiarazione secondo la quale, se Fini non avesse convocato il congresso nazionale di AN, lui si sarebbe tenuto pronto a fondare un nuovo soggetto politico: la scadenza di questo ultimatum venne fissata per il giugno del 2007. Il 30 maggio 2007 Storace annuncia le proprie dimissioni dall'Assemblea nazionale di AN. Il 3 luglio, dato che il richiesto congresso nazionale non è stato convocato, Storace, con una lettera indirizzata a Daniele Marin, presidente del circolo di AN della Balduina, lascia definitivamente Alleanza Nazionale presentando un nuovo partito, La Destra. Il partito nasce per opporsi alle posizioni moderate di Gianfranco Fini. Aderiscono al movimento, tra gli altri, l'allora segretario della Camera Teodoro Buontempo e Daniela Santanchè. Dopo aver fondato il nuovo soggetto politico, si iscrive al Gruppo misto al Senato della Repubblica nella componente La Destra assieme ai senatori Stefano Losurdo e Stefano Morselli, provenienti entrambi dal Gruppo di Alleanza Nazionale.

#### Elezioni politiche del 2008
Alle politiche del 2008 in seguito allo scioglimento anticipato delle Camere, si presenta con la lista elettorale La Destra - Fiamma Tricolore, di orientamento conservatore in accordo con il Movimento Sociale Fiamma Tricolore di Luca Romagnoli, accordo che fu raggiunto il 15 febbraio, con a capo della lista Daniela Santanchè, indicata come capolista. Lo schieramento di Storace non ottiene alcun seggio in Parlamento, poiché non riesce a superare gli sbarramenti del 4% alla Camera e dell'8% al Senato per le liste che corrono da sole. Alle successive elezioni comunali di Roma si candida a sindaco di Roma per la Destra-Fiamma Tricolore di Alessandra Mussolini ottenendo il 3,3% decidendo di non sostenere il candidato di tutto il centrodestra, Gianni Alemanno.
Nel giugno 2008 Storace viene nominato presidente della commissione speciale per Roma Capitale.

#### Ritorno nel Centro-destra
Nel marzo 2010 sostiene la candidatura di Renata Polverini con il centrodestra alla Presidenza della Regione Lazio. La Destra in quella occasione riesce a raccogliere quasi 100.000 voti riuscendo ad eleggere 2 consiglieri risultando fondamentale per l'elezione della Polverini, avvenuta per pochi voti. Storace diventa capogruppo de la Destra al Consiglio regionale del Lazio mentre il presidente del partito Teodoro Buontempo diventa Assessore regionale alla Casa nella Giunta Polverini.

#### Terza candidatura alla presidenza regionale
Il 10 ottobre 2012 assume la direzione del quotidiano online Il Giornale d'Italia. Il 29 dicembre dello stesso anno ufficializza di aver deciso di candidarsi per la terza volta alla presidenza della regione Lazio per le elezioni del 2013 con la formazione politica La Destra. Il 31 dicembre 2012 Silvio Berlusconi annuncia il sostegno del Pdl a Storace. Il 2 gennaio 2013 annuncia il possibile appoggio a Gianni Alemanno nella corsa al Campidoglio. Il 14 gennaio Silvio Berlusconi annuncia che Storace sarà il candidato di tutto il centrodestra alle elezioni regionali del Lazio, che perderà con il 29,32% contro il candidato di centrosinistra Nicola Zingaretti (40,65%). Diviene quindi consigliere regionale e capogruppo del suo partito. Dopo la riunione del Comitato Centrale della Destra del 29 marzo 2014 Storace decide di consentire il doppio tesseramento degli iscritti a La Destra anche a Forza Italia.

#### Elezioni comunali del 2016
Dopo le dimissioni forzate di Ignazio Marino come sindaco di Roma e il relativo scioglimento del consiglio comunale, il 31 gennaio 2016 annuncia la volontà di candidarsi alle primarie del centro-destra per concorrere alle elezioni comunali di quell'anno appoggiato da vari esponenti della destra capitolina; la decisione è rafforzata dal fatto che la coalizione di centro-destra (Forza Italia-Lega-Fratelli d'Italia) ha deciso di sostenere Guido Bertolaso, avverso a Storace, senza passare per le primarie richieste invece dal leader de La Destra. Il 28 aprile Bertolaso ritira la propria candidatura per Forza Italia e questa converge sul civico Alfio Marchini, appoggiato già dagli altri partiti di centro; lo stesso fa Storace il 2 maggio presentando a sostegno dell'imprenditore la Lista Storace (composta da La Destra e Azione Nazionale vicina a Gianni Alemanno) di cui è capolista. Il 5 giugno Marchini ottiene il 10,97% piazzandosi quarto, mentre la Lista Storace ottiene circa 7.000 voti pari allo 0,6% senza ottenere eletti; Storace, primo della lista, raccoglie in totale 816 preferenze.

### Movimento Nazionale per la Sovranità
ll 17 febbraio 2017 scioglie La Destra e fonda, assieme all'ex sindaco di Roma Gianni Alemanno e ad altri esponenti ex AN, il Movimento Nazionale per la Sovranità: partito politico di destra di cui viene eletto dai 1.500 delegati, presidente con Alemanno segretario. Resta in vita il comitato di gestione de La Destra composto da Adriano Coletta come presidente e Marco Di Andrea e Sergio Marchi come componenti per chiudere gli ultimi bilanci.
Il MNS in Lombardia e nel Lazio si schiera a sostegno dei candidati della coalizione di centro-destra Attilio Fontana e Stefano Parisi. Proprio nel Lazio però Storace da mesi vuole appoggiare il sindaco di Amatrice Sergio Pirozzi, scontrandosi con Alemanno, arrivando a dimettersi da presidente del movimento che egli stesso aveva contribuito a fondare, abbandonandolo poi definitivamente.
Il 31 gennaio 2018, nella sua lettera di dimissioni da presidente del movimento, pone un quesito: "ha senso mantenere in vita un piccolo movimento che rischia di finire schiacciato tra Fratelli d'Italia e CasaPound o è meglio entrare direttamente, senza pretese, nella Lega di Salvini?"

### Attività recenti
Per le elezioni politiche del 2018 Storace propone pubblicamente due voti, per Camera e Senato a Fratelli d'Italia e Lega. Il 4 luglio 2018 Storace annuncia la chiusura de Il Giornale d'Italia. Il 28 luglio dello stesso anno, nonostante lo scioglimento de La Destra, si riunisce il comitato di gestione per notificare a Storace una delega precisa: nome e simbolo potranno essere disponibili esclusivamente per un cammino comune con Fratelli d'Italia di Giorgia Meloni. Il 21 novembre Storace stipula quindi un accordo federativo con la Meloni in vista delle elezioni europee 2019 e con l'obiettivo di dare vita a un movimento conservatore alternativo alla Lega. 
Sempre nel 2019 viene chiamato alla direzione del Secolo d'Italia mentre nel luglio del 2020 diventa vicedirettore de Il Tempo, carica che ricopre fino al maggio del 2022 quando passa a Libero come inviato.
Il 19 marzo 2021 dichiarava il proprio supporto alla Lega nell'appoggio al governo Draghi, criticando duramente la scelta di FdI di collocarsi all'opposizione.
Dal 25 settembre 2023 conduce su Rai Radio 1 Il rosso e il nero contrapponendosi alla sua spalla Vladimir Luxuria. Nel 2024-2025 i due si confrontano come opinionisti a Lo stato delle cose, programma condotto da Massimo Giletti su Rai 3.
Nel 2024 annuncia che, per le elezioni europee, voterà la Lega per Salvini Premier e il generale Roberto Vannacci.

## Controversie
- Storace fece anche istituire una commissione di esperti per effettuare nuove valutazioni sulla cura Di Bella, al fine di inserire la somatostatina (il farmaco previsto dalla suddetta cura) a carico del Servizio Sanitario Nazionale. La decisione suscitò le polemiche della deputata Rosy Bindi, ex-ministro della Salute che nel 1998 aveva decretato il fallimento della cura a seguito di alcune sperimentazioni.[32]
- Altre polemiche aveva suscitato nel 2000 la decisione di accogliere la richiesta del suo consiglio regionale di verificare con un'apposita commissione l'attendibilità delle ricostruzioni storiche dei libri di testo scolastici, riguardanti in particolare gli eventi del Novecento.[33] Questa decisione tuttavia non ebbe alla fine alcun seguito.

### Fake-news sul padre di Storace
Il 25 marzo 2005, l'Unità pubblicò una notizia falsa che conteneva le affermazioni di Mario Limentani, un ex deportato ebreo. L'articolo riportava che nel 1941, il padre di Storace avrebbe brutalmente aggredito Limentani dopo averlo arrestato. In risposta, Storace smentì categoricamente queste affermazioni, affermando che ciò era impossibile in quanto suo padre aveva solo 12 anni all'epoca. Successivamente, il giornale si scusò per l'articolo. Il centro-destra lo percepì come un attacco politico in vista delle imminenti elezioni regionali del 3 e 4 aprile 2005. Silvio Berlusconi descrisse la situazione come un "linciaggio mediatico", mentre Gianfranco Fini affermò che il "falso scoop stava contribuendo a diffondere odio".

### Giudizio sulla politica sanitaria della giunta Storace
Nell'agosto del 2009 la Corte dei Conti espresse con propria sentenza un giudizio positivo sulla politica sanitaria della giunta Storace, ritenendo che «nessun abuso è stato commesso nella ristrutturazione del debito della regione Lazio»; e che «la gestione del portafoglio del debito, attuata fino al 2005, ha prodotto un risultato complessivo positivo di circa 125 milioni di euro». Nel 2013, sullo stesso tema si espresse, nel corso delle discussioni in Consiglio regionale circa l'approvazione del bilancio annuale, anche l'assessore regionale al Bilancio della Giunta Zingaretti, Alessandra Sartore: «il debito effettivamente negli anni è cominciato ad emergere sostanzialmente dagli anni 2005, 2006 e seguenti, ma questo è dovuto al fatto che vi erano norme che autorizzano alla contrazione di mutui per investimenti che molto spesso venivano autorizzati ma non effettivamente contratti».

### Lite al campidoglio contro un consigliere di opposizione
Il 13 marzo 2010 il consigliere comunale di opposizione Athos De Luca del Partito Democratico, fece un intervento in cui invitava Francesco Storace a dimettersi "da presidente della Commissione Roma Capitale dopo la condanna (che sarebbe stata successivamente annullata due anni dopo) per la vicenda Laziogate". Storace chiese al presidente del consiglio comunale, Marco Pomarici, di replicare, ma la sua richiesta fu respinta. Storace non la prese bene e lanciò una cartella su De Luca, successivamente lo insultò e cercò di raggiungerlo, ma fu fermato dai suoi colleghi di partito.
Storace, successivamente si scusò per il comportamento che ha avuto durante il consiglio comunale. La rissa è stata filmata e diffusa su YouTube.

## Vicende giudiziarie

### Laziogate
Nel marzo 2006 scoppia lo scandalo Laziogate, in cui Storace viene sospettato di avere utilizzato investigatori privati dell'agenzia milanese Ssi e degli operatori informatici della società regionale "Laziomatica" per violare l'anagrafe comunale di Roma per scoprire dati riservati sui suoi avversari politici per le elezioni regionali nel Lazio del 2005. In particolare, secondo le accuse avrebbe inteso controllare i dati dei sottoscrittori delle liste di Alternativa Sociale, partito di Alessandra Mussolini, accusati di aver falsificato alcune firme, e per preparare dossier fasulli su Piero Marrazzo. In seguito a tali vicende e alla conseguente indagine della magistratura sulla presunta attività di spionaggio politico ai danni di Alessandra Mussolini e Piero Marrazzo, il 10 marzo rassegna le sue dimissioni da ministro. Da tali accuse verrà tuttavia prosciolto nel giugno 2007. È stato invece rinviato a giudizio dalla procura con l'accusa di accesso abusivo a un sistema informatico, e il 5 maggio 2010 è stato condannato a un anno e sei mesi di reclusione. Nell'ambito dello scandalo "Laziogate", che nel marzo 2006 vide Storace indagato dalla procura della Repubblica di Roma per violazione della legge elettorale, il procedimento si conclude il 29 ottobre 2012 con l'assoluzione. Nell'aprile 2006 si apprende inoltre che Storace è indagato anche per il reato di associazione a delinquere, contestato anche ad altri. Storace e tutti gli altri indagati sono stati assolti da tale accusa nel giugno 2007, venendo invece rinviato a giudizio dalla procura di Roma con l'accusa di accesso abusivo a un sistema informatico. Il processo, iniziato il 15 maggio 2007, è proseguito il 15 aprile 2010 con la richiesta di condanna per Storace di due anni di reclusione, di tre anni e 6 mesi per il suo ex portavoce, unitamente ad altre sette richieste di condanna per i restanti imputati per accesso abusivo a sistema informatico, violazione della legge sulla privacy, favoreggiamento, falso e interferenza illecita nella vita privata altrui. Secondo le accuse Storace oltre ad aver autorizzato le intrusioni nell'anagrafe informatica di Roma relativamente alla lista della Mussolini, avrebbe utilizzato risorse proprie (tra cui il portavoce Nicolò Accame) e la rete investigativa dell'investigatore Emanuele Cipriani, peraltro pure indagato nei procedimenti Telecom-Sismi per spiare e produrre dossier falsi su Piero Marrazzo.
Il 5 maggio 2010 Storace è stato condannato a un anno e sei mesi di reclusione. Nello stesso processo sono state condannate altre sette persone coinvolte nella vicenda.
Il 7 maggio 2011 Storace ha invece ottenuto il diritto al risarcimento dei danni subiti in campagna elettorale dalla falsificazione delle firme operata dai sottoscrittori della lista concorrente di Alternativa Sociale. Il 29 ottobre 2012 la sentenza del processo d'appello ha poi assolto Storace perché «il fatto non sussiste», assolti anche altri imputati mentre è stata ridotta la pena ad un'ex collaboratrice dello staff. Le motivazioni della sentenza confermeranno che Storace, in quell'occasione non solo non commise alcun reato, ma fu vittima dell'altrui comportamento illecito.

### Presunta erogazione irregolare di finanziamenti per la ricerca scientifica
Nell'agosto 2007, si venne a conoscenza del fatto che Storace era stato indagato dalla Procura di Roma per la presunta erogazione irregolare di finanziamenti per la ricerca scientifica avvenuta nel 2005, mentre egli ricopriva la carica di Ministro della Salute. Il 12 marzo 2013, la sentenza stabilì il "non luogo a procedere" con la formula "il fatto non sussiste" .

### Accusa di vilipendio contro Giorgio Napolitano
Il 13 ottobre 2007 Storace critica aspramente il presidente della Repubblica Giorgio Napolitano, per la difesa della senatrice a vita Rita Levi Montalcini, proponendo polemicamente, in qualità di presidente del neonato partito La Destra, l’invio di stampelle al domicilio del premio Nobel.
Il 15 ottobre 2007 Storace finisce sotto inchiesta dalla Procura di Roma con l'accusa di offesa all'onore o al prestigio (vilipendio) del presidente della Repubblica (articolo 278 del codice penale). Dopo che il giudizio immediato svoltosi il 28 maggio 2008 era stato rinviato in attesa della pronuncia del Senato, quest'ultimo ha negato la possibilità di processarlo, esprimendo l'insindacabilità per le opinioni espresse sulla base dell'articolo 68 della Costituzione, secondo il quale i parlamentari non possono essere chiamati a rispondere delle loro parole durante l'esercizio delle loro funzioni. La vicenda era legata alla diatriba tra Storace e Rita Levi-Montalcini. Malgrado la decisione di insindacabilità del Senato, il pm solleverà il conflitto di attribuzione, chiedendo l'intervento della Corte Costituzionale. Il Tribunale di Roma, su richiesta dell'avvocato Romolo Reboa, legale di Storace, lo proscioglierà, dichiarando non doversi procedere per illegittimità dell'atto con cui l'ex Ministro della giustizia, Clemente Mastella, aveva autorizzato procedersi per il reato di vilipendio al Capo dello Stato.
Il 21 ottobre 2014 il giudice monocratico di Roma si è pronunciato condannando Storace per vilipendio del capo dello Stato a sei mesi di reclusione con sospensione della pena. Gli avvocati Giosuè Bruno Naso e Romolo Reboa, difensori di Francesco Storace, proporranno appello e lui rinuncerà alla prescrizione.
Il 1º giugno 2016 Storace è stato assolto anche da questo reato con la formula «perché il fatto non costituisce reato».

## Programmi radiofonici
- Il rosso e il nero (Rai Radio 1, 2023-) conduttore

## Opere
- La prossima a destra, Bologna, Minerva Edizioni, 2016, ISBN 9788873818144